# Гаплогруппа U3b3 (мтДНК)
Гаплогруппа U3b3 — гаплогруппа митохондриальной ДНК человека.

## Субклады
- U3b3
  - U3b3a
  - U3b3b
  - U3b3c
  - U3b3d
  - U3b3e
  - U3b3f
  - U3b3g
  -  U3b3h

## Распространение

### Кавказ
Тюркоязычные народы
- Балкарцы — 4,7 % (235)
  - баксанцы — 11,3 %
  - малкарцы — 6,2 %
  - безенгиевцы — 2,6 %
  - чегемцы — 1,7 %
- Карачаевцы — 4,1 % (123)

## Палеогенетика

### Бронзовый век
Минойская цивилизация
- I9130 | 16V Tholos __ Moni Odigitria __ Фестос, Ираклион, Крит (периферия), Греция __ 2210–1680 BCE __ М __ G2a2b2a (G-P303) # U3b3.[2]

Доисторический Левант
- Baqah cave __ Эль-Балка (мухафаза), Иордания __ 1550–1150 BCE.[3]
  - I3703 | S3703.E1.L2 __ М __ J1a2b > J-Y3442 # U3b3
  - I6564 | S6564.E1.L1 __ Ж __ U3b3

### Железный век
Урарту
- Неркин Навер __ Арагацотнская область, Армения.[4]
  - arm44 | Nerqin Naver-133, bur-1, ind-1; upper layer-037 __ 743-491 BC (2518±29 calBP) __ U3b3 > U3b3h*.
  - arm51 | Nerqin Naver-135, bur-1; upper layer ind-3? __ 700–500 BC (2609 BP) __ U3b3*

### Средние века
Гнезненское государство (Пясты)
- Pien7 __ Pień cemetery (grave 32) __ Домброва-Хелминьска (гмина), Быдгощский повет, Куявско-Поморское воеводство, Польша __ 940–995 AD __ Ж __ U3b3.[5]

Мадьяры
- PLEper354 __ Püspökladány-Eperjesvölgy/354 __ Хайду-Бихар, Северный Альфёльд, Венгрия __ X век __ Ж __ U3b3 > U3b3b2*.[6]

Византия
- Troy1 __ Троя (grave 14, context x24.177) __ Чанаккале (ил), Мраморноморский регион, Турция __ 1154–1224 AD __ Ж __ U3b3 > U3b3b1.[7]

## Публикации
2017
- Devault AM, Mortimer TD, Kitchen A; et al. (Январь 2017). A molecular portrait of maternal sepsis from Byzantine Troy. ELife. 6: e20983. doi:10.7554/eLife.20983. PMC 5224923. PMID 28072390. {{cite journal}}: Явное указание et al. в: |author= (справка)Википедия:Обслуживание CS1 (множественные имена: authors list) (ссылка) Википедия:Обслуживание CS1 (не помеченный открытым DOI) (ссылка)
- Margaryan A, Derenko M, Hovhannisyan H; et al. (Июль 2017). Eight Millennia of Matrilineal Genetic Continuity in the South Caucasus. Current Biology. 27 (13): 2023-2028.e7. doi:10.1016/j.cub.2017.05.087. PMID 28669760. {{cite journal}}: Явное указание et al. в: |author= (справка)Википедия:Обслуживание CS1 (множественные имена: authors list) (ссылка)
- Lazaridis I, Mittnik A, Patterson N; et al. (Август 2017). Genetic origins of the Minoans and Mycenaeans. Nature. 548 (7666): 214–218. doi:10.1038/nature23310. PMC 5565772. PMID 28783727. {{cite journal}}: Явное указание et al. в: |author= (справка)Википедия:Обслуживание CS1 (множественные имена: authors list) (ссылка)
- Płoszaj T, Jędrychowska-Dańska K, Zamerska A; et al. (Декабрь 2017). Ancient DNA analysis might suggest external origin of individuals from chamber graves placed in medieval cemetery in Pień, Central Poland. Anthropologischer Anzeiger. 74 (4): 319–337. doi:10.1127/anthranz/2017/0727. PMID 28799621. {{cite journal}}: Явное указание et al. в: |author= (справка)Википедия:Обслуживание CS1 (множественные имена: authors list) (ссылка)

2019
- Джаубермезов М. А., Екомасова Н. В., Рейдла М., Литвинов С. С., Габидуллина Л. Р., Виллемс Р., Хуснутдинова Э. К. Генетическая характеристика балкарцев и карачаевцев по данным об изменчивости митохондриальной ДНК // Генетика. — 2019. — Т. 55, № 1. — С. 110—120.

2020
- Agranat-Tamir L, Waldman S, Martin MAS; et al. (Май 2020). The Genomic History of the Bronze Age Southern Levant. Cell. 181 (5): 1146-1157.e11. doi:10.1016/j.cell.2020.04.024. PMID 32470400. {{cite journal}}: Явное указание et al. в: |author= (справка)Википедия:Обслуживание CS1 (множественные имена: authors list) (ссылка)

2021
- Maár K, Varga GIB, Kovács B; et al. (Март 2021). Maternal Lineages from 10–11th Century Commoner Cemeteries of the Carpathian Basin. Genes (Basel). 12 (3): 460. doi:10.3390/genes12030460. PMC 8005002. PMID 33807111. {{cite journal}}: Явное указание et al. в: |author= (справка)Википедия:Обслуживание CS1 (множественные имена: authors list) (ссылка) Википедия:Обслуживание CS1 (не помеченный открытым DOI) (ссылка)